# Gerontius (Statthalter)

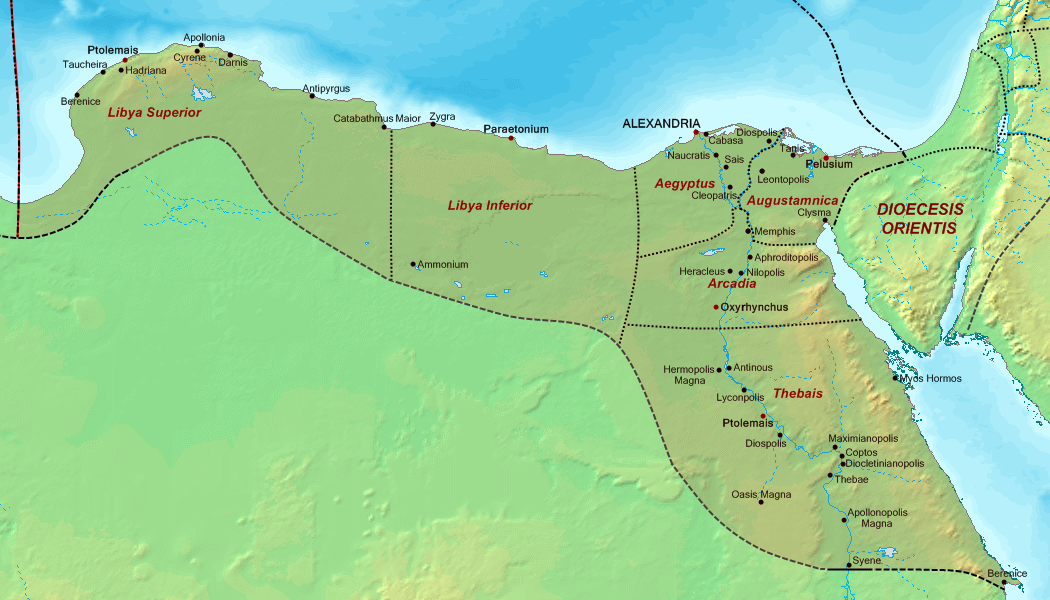
Das spätantike Ägypten mit der oströmischen Provinzeinteilung 395 n. Chr.

Gerontius († nach 365) war von 361 bis 362 römischer Statthalter Ägyptens (praefectus Aegypti).
Gerontius war ein Armenier, der offenbar einen beträchtlichen Teil seines Lebens in Antiochia verbrachte. Bereits 356/357 reiste er an den Hof Kaiser Constantius’ II., um ein kaiserliches Amt zu bekleiden. 361/62, also unter Kaiser Julian, erlangte er dann die Präfektur als Statthalter der kaiserlichen Provinz Ägypten. Danach wird er von dem Redner Libanios, mit dem er in brieflichem Austausch stand, wieder in den Jahren 364–365 erwähnt, als er in Konstantinopel am kaiserlichen Hof lebte, wo er auch ohne Bekleidung eines offiziellen Amtes einigen Einfluss hatte. 365 beabsichtigte er, durch Heirat in verwandtschaftliche Beziehung zum Ägypter Gessius zu treten. Über sein weiteres Leben ist nichts bekannt.